# Гермес
Герме́с (др.-греч. Ἑρμῆς), устар. Э́рмий, — в древнегреческой мифологии бог торговли и счастливого случая, хитрости и воровства, юношества и красноречия. Покровитель глашатаев, послов, пастухов, путников. Посланник богов и проводник душ умерших (отсюда прозвище Психопомп — «проводник душ») в подземное царство Аида.
Согласно многочисленным античным мифам — сын плеяды Майи и Зевса. К наиболее известным мифам о Гермесе относят кражу коров у Аполлона, совершённую юным богом в младенчестве, а также усыпление и убийство Аргуса, который имел множество глаз и никогда полностью не засыпал.
В Древнем Риме в V веке до н. э. был принят культ бога торговли Меркурия (от лат. merx — товар и лат. merco — торговать). Впоследствии Меркурия отождествили с древнегреческим богом Гермесом. Мифы классического периода истории Эллады о Гермесе экстраполировали на Меркурия. Их образы сблизились и переплелись настолько тесно, что стали неотличимыми. По другой версии, Меркурий был изначально заимствованным из древнегреческой мифологии Гермесом. Бог-посредник, каковым являлся Гермес, идеально подходил на роль бога-покровителя обмена и торговли. С течением времени первоначальный образ Меркурия — покровителя торговли в Древнем Риме усложнился, он приобрёл характерные для Гермеса черты — проводника душ в мир мёртвых, вестника и прислужника богов, покровителя искусств и ремёсел, знатока магии и астрологии. В императорскую эпоху образы греческого Гермеса и римского Меркурия слились настолько, что стали неотличимыми.
Во времена поздней Античности Гермеса стали называть Трисмегистом («трижды величайшим»). Перевод на латынь, осуществлённый М. Фичино во второй половине XV века, четырнадцати античных трактатов, составляющих «Герметический корпус», в котором Гермес-Трисмегист делится с миром тайными знаниями, под названием «Поймандр» определил развитие оккультизма Нового времени. Идеи сочинения среди прочего использовали в алхимии, каббализме и масонстве.
Образ Гермеса весьма распространён в изобразительном искусстве. Его изображали лучшие античные скульпторы, а также такие мастера западноевропейского искусства, как Рафаэль, П. П. Рубенс и др.

## Этимология и происхождение культа
Наиболее ранняя форма имени Гермеса была записана линейным письмом Б как e-ma-ha и звучала в микенском языке как *hermāhās. Большинство антиковедов связывают его имя со словом др.-греч. ἕρμα «герма», которое обозначало колонну, пограничные столбы или груду камней, служившие в том числе символом и изображением Гермеса.
Этимология слова «герма» неизвестна. Оно не имеет корней в праиндоевропейском языке. Лингвист Р. Бекес отвергает происхождение имени «Гермес» от слова «герма». Согласно его мнению, имя принадлежит к догреческому субстрату, то есть было частью неизвестного языка или языков, предположительно распространённых на территории Древней Греции до прихода туда носителей протогреческого языка. Существует предположение о связи имени «Гермес» с обозначением камня или груды камней в индоевропейских языках.
По всей видимости, культ Гермеса возник задолго до того, как в Элладе появилась письменность. Многие особенности происхождения его культа и формирования образа остаются неизученными. Археолог Артур Фротингем выдвинул теорию происхождения Гермеса из шумеро-аккадской мифологии путём трансформации образа стража ворот подземного и небесного царств Нингишзиды. Один из атрибутов Нингишзиды повторяет жезл Гермеса кадуцей. Также Гермеса отождествляют с древнеегипетским Тотом. В отличие от «вавилонской» теории, взаимосвязь образов Гермеса и Тота отмечали ещё античные греки, среди которых были «отец истории» Геродот, Плутарх и Диодор Сицилийский.

## Представления о Гермесе. Функции. Культ

### Тёмные века и архаическая Греция
Первоначально Гермес представлял собой фаллическое божество. Его изображали в виде фалла, символизирующего оплодотворяющую силу природы. Второй по древности формой изображения Гермеса были гермы — особый вид скульптур, представляющих собой четырёхгранную колонну, увенчанную изображением головы или бюстом.
Гермы первоначально увенчивали изображения Гермеса. Антиковеды приводят несколько толкований данного факта. По одной версии, в гермах нашёл отображение первоначальный фаллический культ Гермеса как бога плодородия, на заре появления элладской цивилизации. Эту версию подтверждают изображения фалла в нижней части гермы. В «Истории» Геродота приводится утверждение, что такие изображения Гермеса делали ещё пеласги, народ, населявший Грецию до возникновения микенской цивилизации в XVI веке до н. э. С этими скульптурами связана этимология имени Гермеса, которого также называли «Гермаоном». Либо гермы получили своё название, так как изображали Гермеса, либо Гермес получил своё имя, так как был изображён на гермах. Ещё по одной версии первоначально Гермесу поклонялись в виде кучи камней. Исходя из древнегреческого представления о данном боге как покровителе путешественников и торговли, груды камней размещали на дорогах, перекрёстках и границах. Путнику следовало либо добавить камень, либо принести жертву Гермесу. Впоследствии по мере развития элладской цивилизации бесформенные нагромождения камней заменили четырёхгранные примитивные статуи-гермы.
В связи с многочисленными функциями Гермеса гермы располагали в самых разнообразных местах, что имело отсылки к его культу. На дорогах находились статуи бога — покровителя путешественников Гермеса. Павсаний описывает герму Гермеса Долия («Хитрого») на пути в ахейскую Пеллену, которой путешественники возносили молитвы, так как верили в её чудодейственные свойства. На границах гермы выполняли роль не только пограничных знаков, но и фетиша, охранителя области от зла извне. Герму перед воротами частного домовладения называли Гермесом-Пропилеем, или Гермесом-«привратным». На рыночных площадях ставили статуи в честь Гермеса-Агорея («Рыночного»). Установка герм над могилами была тесно связана с представлением о Гермесе-Психопомпе, боге — проводнике душ в царство мёртвых.
Немецкий филолог и археолог В. Г. Рошер (1845—1923) в своей книге «Hermes der Windgott» обосновывал, что в доархаический период истории Греции Гермес был богом ветра, а все остальные его функции так или иначе вытекают из первоначальной. Большинство современных антиковедов при описании деятельности Гермеса эту версию не рассматривают. В отличие от них, представители школы аналитической психологии Карла Густава Юнга, изучающие архетипы, в том числе и на основании древнегреческих мифов, сравнивают «рошеровского ветряного бога» и «шаманско-магического» Гермесов. Ими дано лингвистическое толкование того, что греч. πνεῦμα обозначает одновременно «дыхание; дуновение; дух», и соответственно Гермес мог быть одновременно и богом ветра, и богом душ.

### Классическая Греция
Функции Гермеса весьма разнообразны. Это подчёркивали ещё античные авторы. У Лукиана в сатирических «Диалогах богов» содержится следующий пассаж Гермеса к своей матери Майе: «…меня совсем замучили, завалив такой работой, — я разрываюсь на части от множества дел. Лишь только встану поутру, сейчас надо идти выметать столовую. Едва успею привести в порядок места для возлежания и устроить всё как следует, нужно являться к Зевсу и разносить по земле его приказания, бегая без устали туда и обратно; только это кончится, я, весь ещё в пыли, уже должен подавать на стол амбросию, — а раньше, пока не прибыл этот вновь приобретённый виночерпий, я и нектар разливал. И ужаснее всего то, что я, единственный из всех богов, по ночам не сплю, а должен водить к Плутону души умерших, должен быть проводником покойников и присутствовать на подземном суде. Но всех моих дневных работ ещё мало; недостаточно, что я присутствую в палестрах, служу глашатаем на народных собраниях, учу ораторов произносить речи, — устраивать дела мертвецов — это тоже моя обязанность!»
Храмы Гермеса располагались по всей Древней Греции. Четвёртый день каждого месяца был посвящён Гермесу, а четвёрка была его священным числом.

#### Бог плодородия
Почитание Гермеса как божества плодородия является наиболее ранним в развитии его культа. Первые изображения этого бога представляли собой фаллос — символ производительных сил природы. Пережитки этого периода сохранялись и в период римского владычества. Павсаний во II веке н. э. сообщал о жителях Киллены, которые поклонялись Гермесу в виде статуи фаллоса. В разных уголках Эллады его почитали в качестве силы, которая охраняет и умножает стада, что пересекалось с его функцией бога торговли.
С этой функцией Гермеса опосредованно связаны его сыновья Пан, Приап (с которым у Гермеса общий эпитет «Тихон») и Силен, которые персонифицируют плодородие, скотоводчество и силы дикой природы.

#### Покровитель детей и юношества. Бог гимнастики и спортивных упражнений
В классический период истории Древней Эллады Гермеса представляли самым юным из главных олимпийских богов. С этим связана его функция покровителя детства и юношества. В мифах, как, к примеру, об Асклепии и Дионисе, именно он принимает брошенных младенцев и относит в безопасное место к воспитателям. Гермеса представляли идеальным юношей, основателем первых гимнастических школ палестр, научившего людей кулачному бою. С этой функцией связаны эпитеты «Агония» (άγώνιος) и «Энагония» (έναγώνιος — «покровитель в состязаниях»). У Лукиана он назван «прекрасным воспитателем», который обучает гимнастике и борьбе.
Через сына Гарпалика, одного из учителей Геракла, навыки Гермеса в кулачном бою были переданы этому мифологическому герою. Жезл Гермеса кадуцей использовали судьи во время атлетических соревнований. Праздники в честь Гермеса гермеи проводили в первую очередь для детей и подростков. На атлетических играх во время гермей состязались исключительно дети, подростки и эфебы. Участие в них взрослым было запрещено.
В различных уголках Эллады гермеи имели те или иные местные особенности. В Танагре в Беотии гермеи были связаны с представлением о Гермесе Криофоре («несущем барана») и Промахосе («воителе»). Согласно местному мифу Гермес отвратил от города моровую язву, обнеся вокруг его стен барана на плечах. В день праздника самый красивый юноша города совершал тот же путь с ягнёнком на плечах. Также жители города верили, что во время нападения на их город эретрийцев с Эвбеи Гермес в виде эфеба — юноши, вступающего в права полноправного гражданина, — вывел на бой всю молодёжь Танагры и спас город.
С появлением в Древней Греции гимнастических школ в VII веке до н. э., чьим мифическим основателем был Гермес, связана трансформация его образа. Характерный для герм образ бородатого мужчины заменяется идеальным юношей-эфебом. Изображения Гермеса-юноши стали характерным элементом декора спортивных учреждений. Соответствующий образ постепенно вытеснил «бородатого Гермеса», став общепринятым для Античности.

#### Вестник и прислужник богов
Одной из основных функций Гермеса было прислуживание верховному богу Зевсу и выполнение его поручений или, в ряде случаев, поручений всего собрания богов. В этой ипостаси он изображён уже в гомеровских «Илиаде» и «Одиссее». Пиндар назвал «Весть» дочерью Гермеса. Именно он, в понимании древних греков, передавал приказы Зевса, а также приносил ему мольбы смертных и их жертвоприношения.
Выполнение Гермесом заданий богов, в том числе и личного характера, носило не механический характер, а зачастую требовало от него хитрости и смекалки. В данной ипостаси он стал ассоциироваться с идеальным послом. Взаимосвязь прослеживается, в частности, в том, что в Античности послам перед их миссией давали кадуцей — основной атрибут Гермеса.

#### Вор, плут и мошенник
Множество мифов с описанием хитрости и ловкости Гермеса привели к тому, что этого бога стали воспринимать в качестве покровителя плутов и воров. Бог обучил плутовству своего сына Автолика — деда Одиссея. Хитроумие Одиссея — черта, наследованная от божественного прадеда.
В гомеровских гимнах Гермес назван «предводителем жуликов» и «главой воров». Множество античных мифов повествует о его соответствующих качествах. У Псевдо-Гигина приводится версия о том, как младенцем юный бог снискал благосклонность Геры, которая начала кормить мальчика грудным молоком. Когда богиня узнала, что это внебрачный сын её мужа Зевса, то оттолкнула ребёнка, а пролившееся молоко стало Млечным Путём. Ребёнком, согласно Лукиану, Гермес украл у Посейдона трезубец, Ареса — меч, Аполлона — лук и стрелы, Гефеста — щипцы, Афродиты — пояс, Зевса — скипетр. В возрасте нескольких дней Гермес украл у Аполлона стадо коров. По просьбе Зевса он выкрал Ио, убив её сторожа Аргуса. Кража, совершённая богом, позволила Зевсу победить Тифона. Могущественному великану, порождению Геи и преисподней Тартара, удалось охватить Громовержца змеиными кольцами и забрать меч. После он вырвал у Зевса сухожилия на руках и ногах и запер в пещере, поставив охранять драконицу Дельфину. Гермесу с Эгипаном удалось похитить и вернуть сухожилия верховному богу. Борьба Зевса с Тифоном разгорелась с новой силой. Когда Ахилл убил Гектора, боги просили именно Гермеса выкрасть тело погибшего.
Исследователи видят в Гермесе одно из первых отображений архетипа трикстера — плута-озорника, склонного к злым шуткам и проказам, способного изменять свой облик, с наполовину божественной, наполовину животной натурой.

#### Бог торговли и счастливого случая
Гермеса также почитали в качестве бога счастливого случая, который в том числе посылает морякам попутный ветер, крестьянину — ту погоду, которая ему необходима для хорошего урожая. Также в античных источниках его называют «вещуном недр», предполагая наличие у него знаний о хранящихся в земле сокровищах и кладах. Благоволение Гермеса необходимо добытчикам руд, дабы он направил их на богатую жилу.
Гермес стал богом торговли. Ему приписывали установление системы мер и весов, а также понятия прибыли. Своим покровителем его считали купцы. Мешочек с деньгами в руках стал одним из атрибутов данного бога.
С этими функциями Гермеса связаны среди прочих такие эпитеты, как Акакет («помощник», «милостивый», «неуязвимый»), Ктарос («прибыльный»), Харидот («податель радости»), Эрмуний («благодетельный»).

#### Гермес-Психопомп
Эрмий тем временем, бог килленийский, мужей умерщвлённых

Души из трупов бесчувственных вызвал; имея в руке свой

Жезл золотой (по желанью его наводящий на бодрых

Сон, отверзающий сном затворенные очи у сонных),

Им он махнул, и, столпясь, полетели за Эрмием тени

С визгом; как мыши летучие, в недре глубокой пещеры,

Цепью к стенам прилепленные, если одна, оторвавшись,

Свалится наземь с утёса, визжат, в беспорядке порхая, —

Так, завизжав, полетели за Эрмием тени; и вёл их

Эрмий, в бедах покровитель, к пределам тумана и тленья;

Мимо Левкада скалы и стремительных вод Океана,

Мимо ворот Гелиосовых, мимо пределов, где боги

Сна обитают, провеяли тени на асфодилонский

Луг, где воздушными стаями души усопших летают.
В представлении древних греков душа человека после смерти в виде некой воздушной субстанции отделялась от тела. Роль проводника душ мёртвых (др.-греч. Ψυχοπομπός — Психопомп) была отведена Гермесу. Первая литературная фиксация этой функции вестника богов содержится в «Одиссее» Гомера. Данное представление о Гермесе как сопровождающей душу до царства мёртвых божественной силе нашло развитие у пифагорейцев. В сочинениях Плутарха содержится указание на то, что через 30 дней после смерти человека его родственникам следует принести жертвы Гермесу, так как он «так же принимает души умерших, как земля — их тела».
Поминовение умерших сопровождалось жертвоприношениями Гермесу. В Беотии и Аргосе месяц, в который традиционно совершали поминки, носил название «гермия».
С верованиями в Гермеса — проводника душ тесно связано представление о Гермесе — боге снов и сновидений. В этом контексте его функции пересекаются с Гипносом.

#### Первооткрыватель, творец и оратор
Связь Гермеса с ветром, порождающим самые непредсказуемые звуки, нашла отображение в представлении о нём как первооткрывателе многих музыкальных инструментов. В различных мифах бог ветра создаёт и/или играет на различных инструментах, в том числе лире, арфе, свирели и флейте. При этом сам Гермес, будучи первооткрывателем музыкальных инструментов, не являлся богом музыки. Эта функция была возложена на Аполлона, который выменял у своего брата лиру и свирель на стадо коров и жезл.
Гермес Логий («Словесный») как бог ораторского искусства дополняет образ бога поэтов и музыкантов Аполлона. Статуи Гермеса часто представляют его в позе оратора, но изваяния или живописные изображения этого бога с письменными принадлежностями отсутствуют. В мифах Древней Эллады практически отсутствуют сведения об изобретателях письма. Большинство греков довольствовались указанием на то, что письмо к ним занесено с востока финикийцем Кадмом, с которым могли идентифицировать и Гермеса, считая слово «Кадм» одним из его эпитетов.
В период поздней Античности Плутарх приписывал Гермесу изобретение египетских иероглифов, Псевдо-Гигин — первых семи греческих букв во время наблюдения за полётом журавлей. Также ему приписывали введение месяцев, то, что он первым изучил ход небесных светил.

### Эллинистическая Греция, Средиземноморье и Азия
В античном мире происходило сближение не только древнегреческих и древнеримских верований, но и древнеегипетских. В трудах Псевдо-Аполлодора, Антонина Либерала, Овидия миф о противоборстве Тифона с Зевсом дополняется описанием того, как убоявшиеся Тифона боги превратились в зверей, птиц и рыб и бежали в Египет. В этом антиковеды видят стремление греков и римлян в эллинистическую эпоху связать происхождение верований египтян, которые поклонялись богам, соединявшим черты человека и животного, со знакомыми им мифологическими персонажами. Гермес во время бегства богов в Египет превратился в ибиса. Египтяне в виде ибиса изображали бога мудрости, счёта, письма, а также психопомпа (проводника душ в царство мёртвых) Тота. На этих основаниях данное египетское божество стали отождествлять с Гермесом.
Также Гермеса отождествляли с другим древнеегипетским богом, связанным с захоронением, мумификацией и культом мёртвых в целом, Анубисом. Германубиса, расцвет популярности которого пришёлся на период римского владычества в Египте, изображали в виде человека с головой шакала с атрибутом Гермеса кадуцеем в руках. Плутарх приписывал этому божеству присутствие как в небесных сферах, так и в подземном мире.
Начиная с классической эпохи, Аргуса воспринимали в качестве персонификации звёздного неба.
В поздние времена Гермеса стали называть Трисмегистом («трижды величайший»).

### Древний Рим
Торговые отношения древних римлян с греческими колониями на юге Италии принесли к ним новые религиозные представления. В городе возникло представление о боге торговли Меркурии (от лат. merx — товар и лат. merco — торговать).
Культ Меркурия был официально принят в Древнем Риме в начале V века до н. э. В майские иды 495 года до н. э. у Большого цирка был освящён храм в его честь. Открытию здания предшествовал скандал. Оба консула хотели лично освятить храм. Сенат передал решение вопроса народному собранию. Предполагалось, что тот, кто освятит храм, станет ведать хлебным снабжением и учредит коллегию торговцев. Народ избрал некоего центуриона Марка Летория «не столько ради того, чтобы его почтить … — сколько ради посрамления консулов».
Одновременно была учреждена коллегия купцов, получивших название mercatores или mercuriales. С течением времени из бога хлебного дела Меркурий сделался богом торговли вообще, богом розничной продажи, всех лавочников и разносчиков.
Существует несколько версий о возникновении культа Меркурия в Риме. По одной гипотезе, так как торговцы были преимущественно плебеями, то открытие храма их богу-покровителю стало своеобразной уступкой патрициев. Впоследствии Меркурия отождествили с древнегреческим богом Гермесом. Мифы классического периода истории Эллады о Гермесе экстраполировали на Меркурия. Их образы сблизились и переплелись настолько тесно, что стали неотличимыми. По другой версии, Меркурий был изначально заимствованным из древнегреческой мифологии Гермесом. Инкорпорирование культа Гермеса было связано с развитием товарообмена в Древнем Риме. Бог-посредник, каковым являлся Гермес, идеально подходил на роль бога — покровителя обмена и торговли. С течением времени первоначальный образ Меркурия — покровителя торговли в Древнем Риме усложнился, он приобрёл характерные для Гермеса черты — проводника душ в мир мёртвых, вестника и прислужника богов, покровителя искусств и ремёсел, знатока магии и астрологии. В императорскую эпоху образы греческого Гермеса и римского Меркурия слились настолько, что стали неотличимыми.
Если связь и соответствие Меркурия Гермесу очевидна, то образ матери Меркурия Майи в Риме получил черты, отличные от своего древнегреческого аналога. Образ греческой Майи слился с таковым богини плодородия Майи или Майесты, культ которой существовал в античной Италии. Римляне стали почитать Майю как мать Меркурия и супругу Вулкана, римского аналога Гефеста (Maia Vulcani).
В майские иды (15 мая) в Риме отмечали меркуралии. Детальное описание мероприятий в этот день приведено в «Фастах» Овидия. Торговцы приходили к священному источнику Меркурия у Капенских ворот. После жертвоприношений они черпали из источника воду, которой после окропляли свои товары. Одновременно они просили прощения у бога за свои прегрешения, обманы и ложные клятвы, а также просили успеха в торговле. В этот день также совершали особые торжественные жертвоприношения Меркурию и его матери Майе в посвящённом богу торговли храме.
Впоследствии культ Гермеса-Меркурия распространился по всей Италии, Галлии и Германии. Там его стали почитать племена кельтов, галлов и древних германцев, привнеся в него местные национальные особенности.
Сын Гермеса-Меркурия и Карменты Эвандр, согласно римским мифам, прибыл в Италию и ознакомил местных жителей с такими музыкальными инструментами, созданными его отцом, как лира, треугольник и флейта, а также изобрёл латинскую письменность. За это, в том числе, он был удостоен почёта и уважения

### Раннее христианство
Имя языческого бога Гермеса одно из немногих среди других мифологических персонажей, которое встречается в Библии. В Деяниях святых апостолов приводится история о том, как после свершённых Варнавой и апостолом Павлом чудес народ принял их за Зевса и Гермеса: «И называли Варнаву Зевсом, а Павла Ермием, потому что он начальствовал в слове». Своим вниманием Гермеса не обошли ранние христиане, которые вели идеологическую борьбу с язычеством. При этом первые христианские богословы, как ни странно, весьма сдержанно относились к Гермесу. В труде блаженного Августина «О граде Божьем» содержится толкование образа Гермеса Трисмегиста как философа, знающего и при этом скорбящего о скором приходе и торжестве христианства.
В трудах других раннехристианских авторов, таких как Афинагор Афинский, Тертуллиан, Киприан, Арнобий и Лактанций, содержится на удивление весьма сдержанная критика Гермеса.

## Основные мифы

### Рождение. Первые шаги
Согласно древнегреческим мифам, Гермес был сыном Зевса и плеяды Майи, дочери титана Атланта и океаниды Плейоны. Верховный бог в тайне от Геры навещал нимфу в одной из пещер (по одной, более распространённой версии, горы Киллены в Аркадии, по другой — Керикиона в Беотии в области города Танагр), где и родился Гермес. По месту рождения имел эпитет «Килления».
Первое воровство совершил ещё в младенчестве. На четвёртый день после рождения юный бог вылез из пелёнок. Около пещеры на горе Хелидорея он увидел черепаху. Из её панциря Гермес сделал лиру, использовав в качестве струн овечьи кишки. Затем младенец, вновь покинув пещеру, отправился в Пиерию и угнал пятьдесят коров из стада, которое было поручено пасти Аполлону. Чтобы животных не нашли по следам, он привязал к их ногам ветки и пригнал в Пилос, где укрыл в пещере. Там мальчик развёл костёр, убил двух коров из стада, после чего принёс жертвы богам и поел сам.
В дороге с ним случилось приключение. По пути ему встретился пастух царя города Пилоса Нелея по имени Батт. Молодой бог пообещал или подарил старику одну из коров за его молчание. Отогнав стадо, Гермес изменил свой вид и голос, после чего вернулся к Батту. Выдав себя за хозяина похищенных коров и пообещав награду, он выведал у болтливого пастуха всё, что тот видел. Тогда Гермес рассердился и превратил Батта в камень.
Аполлон, обнаружив пропажу, начал поиски. Расспросив местных жителей, один из которых видел мальчика с хлыстом, угоняющего коров, а также благодаря знакомому не понаслышке Аполлону искусству прорицания он узнал о личности похитителя. Придя в пещеру, где лежал в колыбели Гермес, Аполлон потребовал вернуть ему коров. Мальчик стал отпираться, указывая на свой возраст. Тогда Аполлон взял Гермеса в пелёнках и понёс на Олимп к их общему отцу Зевсу. Ситуация позабавила верховного бога. По указанию отца Гермес был вынужден отвести Аполлона к месту, куда он загнал и спрятал коров. По пути Гермес начал играть на сконструированной им из панциря черепахи лире. Игра на музыкальном инструменте настолько поразила Аполлона, что в обмен на неё он отдал Гермесу своё стадо.
Тотчас же Гермес создал свирель. Этот музыкальный инструмент, как и лира, понравился Аполлону. Взамен на свирель Аполлон предложил Гермесу свой волшебный посох. Расстались оба бога друзьями, дав клятвы друг другу о вечной дружбе. Также Гермес пообещал Аполлону, что больше никогда не украдёт ничего из его имущества.
Гермес решил проверить силу подарка. Он поставил жезл между двумя борющимися змеями. Те тотчас же прекратили противоборство и обвили палку. Гермесу эта картина так понравилась, что он их обездвижил. Впоследствии жезл кадуцей стал неотъемлемым атрибутом бога.

### Убийство Аргуса. Победы над различными чудовищами и великанами
По одному из мифов, Зевс соблазнил жрицу своей жены Геры Ио. Находясь рядом с возлюбленной, верховный бог вовремя предугадал появление Геры и превратил Ио в прекрасную белую корову. Гера, почувствовав обман, заставила мужа подарить ей Ио в виде коровы. После она приставила к ней многоглазого и неусыпного сторожа Аргуса. Обладая множеством глаз, он никогда не был полностью погружённым в сон: когда одни глаза спали, то другие бодрствовали.
Зевс, видя страдания возлюбленной, поручил Гермесу освободить Ио. Сын Зевса, который в том числе был божеством снов и сновидений, принял образ странника и прибыл в рощу около Микен, где Аргус в тот момент выпасал Ио. Сначала Гермес целый день безуспешно пытался усыпить Аргуса во время беседы, а также игрой на свирели. После начал «снотворный» рассказ о любви Пана к наяде Сиринге. Как только Аргус, не выдержав повествования, заснул, Гермес убил его, отрезав голову серпом либо ударив камнем. Таким образом он смог освободить для Зевса Ио, а также получил эпитет «Аргоубийцы» (др.-греч. Ἀργειφόντης). Именно этот эпитет указан в наиболее ранних произведениях древнегреческого эпоса — «Илиаде» Гомера и «Трудах и днях» Гесиода.
Гермес участвовал в битве олимпийских богов с гигантами. Надев на себя шлем Аида, делавший носившего его невидимым, он убил Ипполита.
Когда великаны Алоады восстали против богов, то захватили в плен Ареса. Они поместили бога войны в бочку и держали его в плену тринадцать месяцев. Только Гермесу, когда он получил от мачехи Алоадов Эрибеи информацию о местонахождении своего сводного брата, удалось освободить его, обессиленного, из темницы.
Во время, когда из Тартара вышел Тифон, олимпийские боги были вынуждены на время бежать в Египет. Среди прочих был и Гермес, превратившийся в ибиса

### Возлюбленные и потомство Гермеса
Сыном Гермеса, согласно классической версии мифа, был бог пастушества и скотоводства Пан. Дочь Дриопа дриада Дриопа или Пенелопа, родив ребёнка с рожками, козлиными ногами, бородой, кривым носом и волосами по всему телу и с хвостом, ужаснулась и бросила его. Гермес взял мальчика и отнёс на Олимп. Там он смог своим видом развеселить всех богов. Поэтому они его назвали «Паном» от др.-греч. Πάν — «весь», «все».
Сыном или возлюбленным Гермеса был Дафнис. Мать бросила младенца в долине Герейских гор на Сицилии в лавровой роще, где его воспитали другие нимфы. У Дафниса была достаточно тяжёлая судьба. По одной из версий мифа, в конце жизни ослеплённый Дафнис воззвал к своему отцу Гермесу, и тот взял его на небо, а на месте гибели забил источник, у которого люди из сикулов, древнего народа Сицилии, ежегодно приносили жертвы.
Трое из аргонавтов — героев, которые отправились на корабле «Арго» в Колхиду за золотым руном, — Эфалид от Евполемеи и братья-близнецы Еврит и Эхион от Антианиры — были сыновьями Гермеса. Эфалид, как и Гермес среди богов, был послом у аргонавтов. Миф об аргонавте Эфалиде нашёл своё продолжение в пифагореизме. Адепты этого учения верили в переселение душ. Диоген Лаэртский, цитируя утраченные ныне труды Гераклида Понтийского, приводит легенду о перевоплощениях души основателя учения Пифагора. Гермес предложил своему сыну Эфалиду выполнить любое желание, кроме дарования ему бессмертия. Эфалид попросил оставить ему память, как живому, так и мёртвому. Первый раз душа Эфалида перевоплотилась в троянского воина периода Троянской войны Евфорба. Затем, пройдя через тела Гермотима и рыбака Пирра, душа Эфалида воплотилась в Пифагоре. Пифагор, который соответственно в душе был сыном Гермеса, помнил обо всех своих прошлых жизнях.
По версии мифа, описанной в «Метаморфозах» Овидия, Гермес влюбился в дочь царя Аттики Кекропса Герсу. Ночью он отправился в её дом, где был встречен сестрой своей возлюбленной Аглаврой, чья комната находилась рядом. Гермес попросил Аглавру не мешать, пообещав, что будет верным её сестре. Сначала Аглавра запросила плату за свою услугу, на что Гермес согласился. В это время Афина, узнав о происходящем, попросила богиню Зависти отравить Аглавру своим ядом, что та и сделала. Мучимая осознанием возможного счастья сестры, она села на пороге комнаты Герсы и заявила, что не сдвинется с места. Гермес со словами «Согласимся на это условье» превратил её в камень. По одной из версий мифа, у Герсы от Гермеса родился сын Кефал — эпоним острова Кефалиния. В полной противоположности к этой версии мифа Аглавру почитали в качестве матери Керика от Гермеса представители знатного афинского рода Кериков, возводящие свой род к этим персонажам. Они даже утверждали, что Гермес передал сыну свой волшебный жезл керикион.
Несколько мифов передают любовную связь Гермеса с богиней любви и женской красоты Афродитой. По одному из них, Гермес возжелал Афродиту, но был отвергнут. Когда богиня купалась в реке Ахелой, Зевс послал орла, чтобы тот отнёс её сандалию в египетскую Амитаонию и вручил Гермесу. Афродита стала её искать и пришла к Гермесу, где тот насладился с ней любовью. От их любовной связи родился Гермафродит, а также, по некоторым вариантам, Приап и Эрот.
С сыном Гермеса от Клеобулы Миртилом, который был возницей элидского царя Эномая, связано «проклятие Пелопидов». Оно тяготело над сыновьями, внуками и правнуками Пелопа, среди которых были такие знаковые мифологические персонажи, как Агамемнон, Менелай, Электра и Орест. Возница Эномая предал своего хозяина и помог выиграть смертельно опасную гонку колесниц Пелопу. Вместо заранее оговорённой награды Миртил был убит победителем. Перед смертью обманутый возница проклял Пелопа и весь его род. В ряде случаев ответственным за отмщение Миртила дому Пелопидов называют его божественного отца Гермеса.
К сыновьям Гермеса — эпонимам народов и городов относятся несколько персонажей. Араб, именем которого, согласно древнегреческой мифологии, назван народ арабов, от Фронии был дедом жены Персея Андромеды. Фарис от данаиды Филодамии основал два города в Мессении и Ахее, получивших название Фары. Дамаск, сын Гермеса от Галимеды, по одной из версий мифа, основатель сирийского города Дамаска. Норакс от Эрифии, дочери великана Гериона, основал первый на Сардинии город Нора. Кидон от Акакаллиды — эпоним критского города Кидон. Элевсин от Дайры — герой-основатель и эпоним важного культового центра Древней Эллады Элевсина, Абдер — эпоним фракийского города Абдеры. Саон от Рены — эпоним острова Саон, нынешняя Самофракия. Своё происхождение к Гермесу возводили жители острова Кефалиния. Согласно гесиодовскому мифу, они произошли от жившей на острове нимфы Калипсо, к которой Зевс направил Гермеса с приказом отпустить удерживаемого ею Одиссея.
Сыновьями Гермеса, согласно мифам, были два легендарных царя Коринфа. Алкидамея стала матерью Буноса, а Хтонофила — Полиба.
Среди возлюбленных смертных женщин и потомства Гермеса в античных мифах также упоминаются:
- по разным версиям мифа, матери выдающегося хитреца и вора Автолика Хиона, Филонида или Стилба. С Хионой связан миф о том, как девушку, отличавшуюся особой красотой, одновременно увидели Гермес с Аполлоном. Гермес воспользовался своим умением усыплять и сошёлся с ней днём, а Аполлон посетил вечером. От Аполлона Хиона родила знаменитого музыканта Филаммона, а от Гермеса — Автолика. Гермес научил сына перевоплощаться и принимать любой облик, а также делать предметы невидимыми[164] или изменять их до неузнаваемости. Также бог позволил Автолику ложно клясться его именем[165][166][167][168];
- дочь критского царя Катрея Апемосина. Девушка превосходила Гермеса быстротой, поэтому бог не мог её догнать. Тогда Гермес подстелил на дороге шкуры животных, на которых девушка поскользнулась и была настигнута Гермесом. После того Апемосина рассказала обо всём брату Алтемену. Тот не поверил в правдивость истории, решив, что сестра придумала бога, чтобы отвести от себя вину, и убил её ударом ноги[169][170][171][172];
- дочь царя острова Лесбос Макарея Исса, мать пророка Прилиса. В этом мифе Гермес имеет эпитет «Кадм»[173][174];
- Ифтима, родившая от Гермеса сатиров Фереспонда и Пронома[175][176][177];
- Полимела, жрица Артемиды, родившая от Гермеса Евдора. Мальчика воспитал дед Филас[англ.]. Впоследствии он участвовал в Троянской войне и руководил частью войска Ахилла[178][179].

### Исполнитель воли богов. Помощь богам и героям
Во многих мифах Гермес появляется в качестве исполнителя воли богов, в первую очередь Зевса. В «Метаморфозах» Овидия верховное божество называет его «Сын мой! Верный моих […] исполнитель велений!». По приказу богов Гермес возвращает к жизни убитого Танталом Пелопа. Именно он передаёт приказ Зевса нимфе Калипсо освободить Одиссея из плена. Когда Одиссей приплыл к острову Ээя, где жила колдунья Кирка, Гермес вручил ему волшебную траву, что позволило рассеять чары волшебницы. Нефеле, матери Фрикса и Геллы, Гермес вручает златорунного барана, на котором они спасаются от мачехи. Основателю Фив Амфиону Гермес дарит лиру.
Гермес был послом Зевса к Аиду, когда горевавшая о похищении дочери Персефоны богиня плодородия Деметра перестала выполнять свои функции и на земле наступила засуха. Гермесу удалось убедить Аида отпускать на время жену в мир живых к матери, что утешило богиню плодородия.
По просьбе Аполлона Гермес перенёс незаконнорождённого Иона, которого его мать Креуса была вынуждена бросить в пещере, в Дельфы, где мальчик и вырос при храме своего божественного отца. По одной из версий, Креуса впоследствии родила от Гермеса сына Кефала. Именно Гермес относит младенца Диониса к нимфам. По одной из версий мифа, Диониса пленил гигант Аск с Ликургом. Бога виноделия связали и бросили в ручей. Гермес освободил Диониса, а Аска убил. Из его кожи получился бурдюк (др.-греч. Ασκός) для вина. Действие произошло неподалёку от города Дамаск. Название города, согласно мифу, означает «[место где был] укрощён Аск».
В древнегреческих мифах Гермес часто помогает героям справиться с наиболее сложными и казалось бы невыполнимыми заданиями.
Гермес вместе с Афиной помогали Гераклу привести Цербера из Аида. Так, бог, в чьи обязанности входило сопровождать души в мире мёртвых, помог Гераклу проникнуть в подземное царство. Там он остановил Геракла, когда тот достал меч, чтобы защитить себя от горгоны Медузы, объяснив, что тот увидел лишь тень. На ряде древнегреческих ваз Геракл с Цербером изображён рядом с Гермесом и Афиной, которые стоят рядом или даже помогают герою укротить чудовище. Будучи богом торговли, Гермес в наказание за убийство сына продал Геракла в рабство царице Омфале. Во время Троянской войны Гермес помогает Приаму невредимым проникнуть в стан Ахилла.
Гермес — важный персонаж в мифе о Персее. От богов герой получил оружие и советы. Перед тем, как сразиться с горгоной Медузой, Персей отправился на крайний запад к старухам грайям. Эти сёстры имели один зуб и один глаз на троих, которыми поочерёдно обменивались. После того, как Персей выкрал глаз грай, старухи были вынуждены выполнить все условия молодого героя. Вначале они указали на дорогу к нимфам, обладавшим тремя волшебными вещами — сандалиями с крылышками, мешком, который увеличивался или уменьшался в размере в зависимости от объёма вещи, которую в него положили, а также шапкой-невидимкой. Помимо этого, они указали ему путь к горгонам. По другой версии, волшебные артефакты Персей получил от Гермеса до прибытия к грайям. Старухи лишь указали Персею дорогу к главной цели похода — месту, где обитала Медуза.

### Эвгемеристические толкования мифов о Гермесе
Эвгемеризм представлял собой доктрину, объяснявшую происхождение богов посмертным обожествлением смертных. Цицерон в трактате «О природе богов» 45 года до н. э. приводит пять таких толкований, подчёркивая их порочный характер. Согласно греческим филологам, чьё мнение приводится в речи Котты, было пять Гермесов:
1. сын Урана и Гемеры, возбудился при виде Персефоны;
2. сын Валента и Корониды, живёт под землёй, зовётся Трофоний;
3. сын Зевса третьего и Майи, отец Пана от Пенелопы;
4. сын Нила, египетское божество;
5. убил Аргуса и бежал в Египет, сообщив египтянам законы и письменность, его называют Тотом. Ему поклоняются фенеты в Аркадии.

## Атрибуты Гермеса
К светлым ногам привязавши свои золотые подошвы,

Амброзиальные, всюду его над водой и над твёрдым

Лоном земли беспредельныя, лёгким носящие ветром,

Взял он и жезл свой, по воле его наводящий на бодрых

Сон, отверзающий сном затворенные очи у спящих.
Неотъемлемость жезла кадуцея, или керикиона, от образа Гермеса, обязательность этого атрибута видна из эпитетов данного олимпийского бога: Хризоррапис (др.-греч. χρυσόρραπις; «носитель жезла золотого»), который встречается уже в «Одиссее» Гомера, и Кадуцифер («жезлоносец»). Сам Гермес использовал его, чтобы усыплять и пробуждать, направлять души после смерти, превращать людей в птиц и неодушевлённые предметы.
Кадуцей приобрёл множество символических значений, тем или иным образом связанных с разносторонними функциями Гермеса. Мифологическая основа представления о кадуцее как о знаке согласия и примирения связана с историями о даре жезла Аполлоном Гермесу после завершения ссоры, а также о змеях, прекративших борьбу. В Древней Греции глашатаи и вестники по именованию жезла Гермеса керикиона получили название «кериксов». В Древнем Риме кадуцей стал неотъемлемым атрибутом послов, отправляемых во вражеский лагерь. Кроме символа примирения, кадуцей также является эмблемой коммерции и медицины. Оккультное значение кадуцея тесно связано с представлением о Гермесе Трисмегисте, жезл которого стал символом ключа тайного знания, скрещённые змеи при этом символизируют дуализм мироздания.
Кадуцеи в Древней Элладе изображались металлическими жезлами с переплетёнными между собой змеями на вершине. Обязательным является направление голов змей друг к другу. В римскую эпоху жезл был усовершенствован парой крыльев, одним из символов бога ветра Гермеса. Эта форма и стала общепринятым изображением кадуцея в Новое и Новейшее время.
Для выполнения своих многочисленных задач Гермесу была необходима возможность быстро передвигаться по воздуху, которую обеспечивали крылатые сандалии таларии. Их, как и многие другие волшебные предметы древнегреческой мифологии, изготовил бог кузнечного мастерства Гефест. Образ Гермеса в золотых крылатых сандалиях встречается уже в «Одиссее» Гомера.
По одной версии мифа, крылатые сандалии таларии изначально хранились у нимф, дорогу к которым знали лишь сёстры грайи. Персей, перед тем как сразиться с горгоной Медузой, отправился к грайям. У сестёр на троих были один глаз и зуб, которые они передавали поочерёдно друг другу. Персею удалось незаметно приблизиться к грайям и похитить глаз с зубом. Чтобы получить их обратно, грайи были вынуждены отвести героя к нимфам, которые и отдали Персею необходимые для победы над горгоной Медузой артефакты, в том числе и таларии. По другой версии мифа, Персей получил таларии от Гермеса перед тем, как пришёл к грайям. Впоследствии Персей по выполнении своих подвигов отдал таларии, среди прочих волшебных предметов, Гермесу.
Ещё одним атрибутом Гермеса служит широкополая шляпа петас.

## На монетах и банкнотах
Изображение Гермеса часто встречается на многочисленных монетах и банкнотах. В монографии нумизмата Фридриха фон Шрёттера «Wörterbuch der Münzkunde» указано «Гермес, латинский Меркурий, настолько часто представлен на монетах, что полное описание темы в пределах словарной статьи не представляется возможным».
Для денежного обращения Древней Греции характерным было наличие множества мест чеканки. Каждый полис выпускал собственную монету. Деньги конкретного города имели характерные местные особенности наносимых изображений. Для Афин это была богиня Афина и её священная птица сова, для Коринфа — конь мифологического царевича и особо почитаемого в городе героя Беллерофонта Пегас и т. д. Изображение Гермеса стало характерным для монет Кавна, Фенея, Мантинеи и Энеза.
В Римской республике до окончания Второй Пунической войны (218—201 годы до н. э.) голову Меркурия помещали на секстансы — денежные номиналы, равные ⅙ асса. Война с Карфагеном потрясла устои государства, что отразилось в том числе и на процессе выпуска денег. В течение двух столетий чеканка монет находилась в ведении сената, который назначал монетариев, ответственных, в свою очередь, за технологический процесс выпуска и самостоятельно определявших изображения аверса и реверса. Характерной традицией республиканской эпохи стало создание таких монетных типов, которые были каким-то образом связаны с родом монетария, прославляли его богов-покровителей. Так, к примеру, на монетах Мамилия Лиметана (83 год до н. э.) изображён Меркурий — прадед Одиссея, внучка которого Мамилия, согласно верованиям семьи, была прародительницей всего рода Мамилиев. Бюст Меркурия на монетах Пизона Фруги помещён туда потому, что курульный эдил, ответственный за безопасность улиц и дорог, решил подчеркнуть важность своего дела, изобразив на деньгах «небесного защитника путешественников» и бога дорог. В некоторых случаях нумизматы не находят взаимосвязи между Гермесом-Меркурием и личностью монетария, но указывают на то, что таковая возможна.
В императорскую эпоху фигура Меркурия на монетах символизировала успех в торговле и военных действиях. Она встречается на нескольких десятках монетных типов от императора Тиберия (14—37 годы н. э.) до Квиета (260—261).
В Новое и Новейшее время Гермес-Меркурий среди прочих мифологических персонажей появляется на германских талерах, шведских далерах Гёрца, песетах Экваториальной Гвинеи, французских франках, фунтах Острова Мэн. Американские десять центов 1916—1945 годов получили именование дайма «Меркурий» по ошибке. Свобода во фригийском колпаке на аверсе напоминала античного бога.
Гермеса-Меркурия изображали на банкнотах Аргентины, Барбадоса, Боливии, Бразилии, Канады, Шри-Ланки, Чили, Китая, Колумбии, Коста-Рики, Дании, Доминиканской Республики, Эквадора, Коста-Рики, Сальвадора, Финляндии, Франции, Французского Индокитая, немецких государств до объединения в Германскую империю, Германии, Гватемалы, Британской Индии, итальянских государств, Ямайки, Мексики, Никарагуа, Перу, Португалии, Румынии, ЮАР, Швеции, Швейцарии, Тринидада и Тобаго, Уругвая и др.

## В литературе и искусстве

### Античность

#### Античная литература
Вещий внук Атланта, Меркурий! Мудро

Ты смягчил людей первобытных нравы

Тем, что дал им речь и благой обычай

Ввёл состязаний.

Вестник всех богов, я тебя прославлю

Песней. Ты творец криворогой лиры,

Мастер в шутку всё своровать и спрятать,

Что бы ни вздумал.

[...]

В край блаженный ты беспорочных души

Вводишь; ты жезлом золотым смиряешь

Сонм бесплотный — мил и богам небесным,

Мил и подземным.
В античной греческой литературе основным материалом для дальнейшей поэтической обработки служили мифы о богах и героях, зародившиеся ещё до появления письменности. Мифологические сюжеты, мотивы и образы наполняли эпос, лирику и драму. Равным образом это относится и к древнегреческим вазописи и скульптуре.
В «Илиаде» и «Одиссее» Гомера Гермес представлен посланцем Зевса, проводником и психопомпом. В отличие от других олимпийских богов у него нет «протроянской» или «проахейской» позиции. В зависимости от обстоятельств он помогает и тем, и другим.
В гомеровских гимнах Гермесу посвящено два. В них автором удачно использован грациозный тон, соответствующий характеру воспеваемого божества. Пронырливая природа непоседливого бога ветра, мастера воровства и плутовства, бога изобретений и торговли проявляется с самого младенчества. Он хоть и пытается обмануть своего брата Аполлона, но делает это настолько ловко и непринуждённо, что не оставляет у того ни тени обиды. В этих произведениях древнегреческого творчества подчёркивается игривый, тонкий ум Гермеса. Особенность гомеровского гимна «К Гермесу» состоит также в том, что он содержит первую в мировой литературе пародию. Так, слова «Дома полезнее быть, оставаться снаружи опасно», сказанные Гермесом относительно черепахи, из панциря которой он собрался создать лиру, повторяют и пародируют поучение из гесиодовского произведения «Труды и дни». Также ему посвящён XXVIII орфический гимн и гимн Алкея.
Гермес является действующим лицом трагедий Эсхила «Эвмениды», «Прикованный Прометей» и «Фригийцы, или Выкуп тела Гектора» (текст последней не сохранился), Софокла «Следопыты», Еврипида «Антиопа» и «Ион». В трагедии Эсхила «Прикованный Прометей» Гермес представлен во всём безобразии придворного слуги. Также этот бог в качестве одного из персонажей участвует в комедиях Аристофана «Мир» и «Плутос».
Среди произведений римской античной литературы с Меркурием-Гермесом выделяют одну из од Горация, в которой автор воспевает деяния и многочисленные функции данного олимпийского бога. Четыре мифа о Гермесе (кража стад Аполлона и встреча с Баттом, убийство Аргуса и освобождение Ио, страсть к Герсе и завистливая Аглавра, посещение Зевсом с Меркурием под видом уставших путников Филемона и Бавкиды) подверглись литературной обработке в «Метаморфозах» Овидия. В трагикомедии Плавта «Амфитрион» Меркурий представлен одним из главных действующих персонажей.

#### Античные вазопись и скульптура
Гермес часто изображён в древнегреческих вазописи и скульптуре. На вазах его помещали при передаче разнообразных мифологических сюжетов — с героями, такими как Геракл и Персей, при выполнении заданий богов, с различными олимпийскими богами, нимфами, несущим младенца Диониса и другими персонажами. Так, к примеру, на древнейшем из сохранившихся античных изображений Аргуса на амфоре 540—530 годов до н. э., ныне экспонируемой в Государственном античном собрании Мюнхена, уродливый великан с рогом на лбу Аргус, у которого, кроме двух глаз на лице, присутствуют глаза на груди, держит верёвку на рогах коровы Ио. Слева незаметно, о чём свидетельствует скачущая рядом и ничего не замечающая пастушья собака, приближается Гермес. Он явно хочет украсть корову. На этом сосуде не рассматривается вариант убийства, так как Гермес и Аргус безоружны. На других амфорах и кратерах — в энциклопедии классической древности Паули-Виссова за 1895 год таких приведено 14 — отображены различные вариации и действующие персонажи мифа об убийстве Аргуса Гермесом и освобождения Ио.
Гермес представлен на многочисленных гермах. Кроме авторов примитивных четырёхгранных статуй, данного олимпийского бога изображали величайшие скульпторы античности. Статуи «Гермес, завязывающий сандалию» (на 2019 год известно о существовании трёх) представляют собой античные римские копии древнегреческого, выполненного из бронзы оригинала Лисиппа (IV век до н. э.). В характерной для Лисиппа манере молодой мужчина имеет непропорционально маленькую голову, что создаёт эффект чрезмерного роста. Фигура завязывающего сандалию мужчины не содержит атрибутов, позволяющих однозначно идентифицировать её как Гермеса. Итальянский археолог Брунильда Сисмондо Риджвей считала, что Лисипп в этой скульптуре изобразил Ясона. Современное представление о том, что скульптура изображает именно сына Зевса и Майи, основано на цитате из античного произведения Христодора, где поэт детально описывает эту статую Гермеса в одном из гимнасиев. Ещё одна работа Лисиппа или кого-то из его школы «Отдыхающий Гермес» изображает юного Гермеса в нетрадиционной позе: он присел отдохнуть. Однако как «ветреный бог» он и отдыхает, слегка касаясь скалы, будучи готовым взлететь в любой момент.
Статуя «Гермес с младенцем Дионисом» была обнаружена немецким археологом Эрнстом Курциусом в 1877 году при раскопках храма Геры в Олимпии. Её описание содержится у Павсания: «…позднее они посвятили в Герейон мраморного Гермеса, который держит в руках младенца Диониса, творение Праксителя». Некоторые исследователи оспаривают авторство Праксителя из-за нехарактерных приёмов, применённых в этой скульптуре. Она изображает Гермеса, несущего маленького Диониса на воспитание нимфам. Во время остановки Гермес, по всей видимости, угощает дитя виноградом, гроздь которого должна была находиться в отломанной высоко поднятой правой руке. По сути дела, Гермес уже совершил главное событие в «воспитании» бога виноделия, приобщив его к винограду и вину.
Гермес Бельведерский был найден в 1540-х годах в садах, окружающих мавзолей Адриана, в связи с чем статую длительное время идентифицировали как фаворита императора Адриана Антиноя. Скульптуру приобрёл папа Павел III, и по состоянию на 2019 год, она находится в Ватикане. Статуя изображает Гермеса Психопомпа, проводника душ в мир мёртвых. Бог показан в ожидании умершего, меланхоличным мужчиной с опущенным взглядом. Эта античная статуя представляет собой римскую копию с бронзового оригинала, созданного кем-то из скульпторов школы Праксителя. Статуя «Гермес Людовизи» (представлена в заглавной иллюстрации) работы Фидия или кого-то из представителей его школы также изначально изображала Психопомпа. Впоследствии итальянский скульптор Алессандро Альгарди реставрировал статую, переделав её до неузнаваемости. Ораторский жест — поднятая правая рука — стал причиной появления у скульптуры второго названия «Меркурий Оратор» (др.-греч. Λόγιος). Однако это положение руки является результатом работы реставратора, и по мнению искусствоведов, разительно отличается от первоначального. Ещё одна статуя, которая наряду с Гермесом Бельведерским хранится в Ватикане, «Гермес Ingenui» своим названием обязана надписи на подставке. По всей видимости, она указывала на имя копииста. Скульптор Мирон или кто-то из его школы изобразил Гермеса в петасе с его характерным атрибутом керикионом в движении. Авторские находки, как то: положение ног и рук, наклон головы, создают впечатление запечатлённого в камне момента во время лёгкой походки. Добавленная копиистом подпорка в виде уродливого пня несколько искажает очертания Гермеса.
Скульптуры Гермеса Криофора со стоящей рядом овцой либо с ягнёнком на плечах представляют полное сходство с появившимися позднее христианскими изображениями Доброго пастыря. Сходство скульптурных изображений в некоторых случаях настолько значительно, что ставит исследователя в затруднительное положение: как отличить христианское изображение от языческого? В связи с этим существует мнение, что по своей сути воплощение Доброго пастыря в скульптуре представляет собой копию образа Гермеса Криофора. Естественно, христиане, хоть и заимствовали образ, никак не отождествляли Христа с античными мифологическими персонажами. Сходство в формах легко объяснимо единством художественной школы и технических приёмов, одинаковых в работе скульпторов вне зависимости от вероисповедания, соответствующего исторического периода.
Статуя, получившая название Марафонский юноша, была поднята из моря неподалёку от Марафона в 1925 году. Хоть она и не содержит характерных атрибутов, искусствоведы идентифицируют её как изображение Гермеса. В отличие от других произведений, эта статуя создана таким образом, что не может стоять сама по себе, а требует опоры. По всей видимости, правой рукой «Марафонский юноша» опирался о стену, являясь частью некой архитектурной композиции.
| | | | | | | | |
| «Гермес, завязывающий сандалию». Античная римская копия с древнегреческого оригинала Лисиппа IV века до н. э. Лувр, Париж | «Отдыхающий Гермес». Бронзовая античная скульптура IV—III веков до н. э. Лисиппа или кого-то из его школы. Национальный археологический музей Неаполя | «Гермес с младенцем Дионисом». Пракситель, около 350—340 годов до н. э. Археологический музей Олимпии | «Гермес Бельведерский». Античная римская копия с древнегреческого оригинала бронзовой статуи школы Праксителя. Музей Пия-Климента, Ватикан | «Гермес Ingenui». Античная римская копия II века до н. э. с древнегреческого оригинала бронзовой статуи школы Мирона V века до н. э. Музей Пия-Климента, Ватикан | «Гермес Криофор». Античная римская копия V века н. э. с древнегреческого оригинала. Музей античной скульптуры Джованни Барракко, Рим | «Гермес Криофор». Античная копия II века н. э. с древнегреческого оригинала V века до н. э. скульптора из школы Поликлета. Национальный археологический музей, Афины | «Марафонский юноша». Античная бронзовая статуя школы Праксителя 340—330 гг. до н. э. Национальный археологический музей, Афины |

### Средние века, Новое и Новейшее время

#### В литературе
В эпоху Ренессанса были сделаны попытки описать фигуру Гермеса-Трисмегиста. Джованни Боккаччо попытался создать образ «мудреца» с использованием эвгемеристических, астрологических и других интерпретаций. Перевод на латынь, осуществлённый М. Фичино, четырнадцати трактатов, составляющих «Герметический корпус», под названием «Поймандр» определил развитие оккультизма того времени. Идеи сочинения среди прочего использовали в алхимии, каббализме и масонстве. В исламе Гермеса Трисмегиста идентифицировали как упоминаемого в Коране пророка Идриса.
Образ Гермеса был использован писателями XIX—XX веков. Меркурий — персонаж сказки братьев Гримм 1815 года «Дух в бутылке» на один из сюжетов собрания сказок и новелл «Тысяча и одна ночь». Главный герой, сын дровосека, находит закупоренную бутылку. Открыв пробку, он выпускает дух Меркурия, который угрожает уничтожить своего освободителя. Однако тот, притворно усомнившись в способностях Меркурия находиться в бутылке, обманом принуждает того вновь залезть в свою темницу. Закрыв бутылку плотно пробкой, сын дровосека соглашается отпустить Меркурия на свободу в обмен на волшебный пластырь, дающий способность исцелять и превращать железо в серебро.
Сюжет этой сказки и сам термин «дух в бутылке»/«выпустить духа/джинна из бутылки» стали использовать при метафорическом описании выпущенных на волю губительных и разрушительных сил, как то: гражданская война, революция и прочие, уничтожающих своих «освободителей». К. Г. Юнг посвятил этой сказке целую монографию «Дух Меркурий», где описывает её с позиций герметизма через призму алхимической метафоры.
Томас Манн в новелле «Смерть в Венеции» вводит психопомпа, позаимствовав его образ и идею из античной греческой мифологии. Также Гермес появляется в романах Манна «Волшебная гора» и «Иосиф и его братья».

#### В изобразительном искусстве
В Средние века Гермеса изображали преимущественно в книжных иллюстрациях в качестве символа планеты Меркурий. Рост интереса к античным истории, культуре и мифологии в XVI—XVIII веках привёл к появлению множества скульптур и картин, на которых изображали Гермеса. К наиболее значимым произведениям этого периода относят фреску Рафаэля «Гермес вводит Психею на Олимп» 1518 года; статую Джамболоньи «Меркурий»; картину «Примирение Марии Медичи с сыном» П. П. Рубенса 1622—1625 годов (Гермес выступает в роли миротворца, отгоняя змей, символизирующих раздор); картину «Натюрморт с атрибутами искусств и бюстом Меркурия» Ж.-Б. Шардена 1728 года.
Гермеса-Меркурия изображали при описании различных мифологических сюжетов, таких как «Суд Париса», «Гермес и Аргус», «Похищение Гермесом стад Аполлона». К образу Гермеса обращались многие художники, среди которых всемирно известные Корреджо, Тинторетто, Паоло Веронезе и др. Скульпторы также не обходили вниманием данного мифологического персонажа. Бертель Торвальдсен изобразил Меркурия-Гермеса во время игры на свирели, когда тот изо всех сил стремился усыпить Аргуса. Ж.-Б. Пигаль создал «Меркурия, завязывающего сандалию».
|                                                                                     | |                                                                                      |                                                                          |                                                                                               |                                                                                 |                                                                                     |                                                              | | | |                                                                                |
| Фреска «Гермес вводит Психею на Олимп». Рафаэль, 1518. Вилла Фарнезина, Рим, Италия | «Венера с Меркурием и Купидоном», или «Школа любви». Корреджо, 1527. Лондонская национальная галерея | Статуя Джамболоньи «Меркурий», 1565. Национальный музей Барджелло, Флоренция, Италия | «Меркурий и грации» Тинторетто, 1576—1577. Дворец дожей, Венеция, Италия | «Гермес, Герса и Аглавра» Паоло Веронезе, XVI век. Музей Фицуильяма, Кембридж, Великобритания | «Примирение Марии Медичи с сыном» П. П. Рубенса 1622—1625. Лувр, Париж, Франция | «Меркурий и Аргус», П. П. Рубенса, 1635. Галерея старых мастеров, Дрезден, Германия | «Суд Париса» П. П. Рубенса 1638—1639. Прадо, Мадрид, Испания | «Меркурий и Батт». Адам Эльсхаймер, 1676 год. Штеделевский художественный институт, Франкфурт-на-Майне, Германия | «Натюрморт с атрибутами искусств и бюстом Меркурия» Ж.-Б. Шардена 1728 года. Пушкинский музей, Москва | «Меркурий готовится убить Аргуса» Б. Торвальдсен, между 1818 и 1829 годами. Национальный музей Кракова, Польша | «Меркурий, завязывающий сандалию» Ж.-Б. Пигаль, 1753 год. Лувр, Париж, Франция |

## В астрономии
В Древней Греции во времена Гесиода планету Меркурий знали под именем Στίλβων (Стильбон). Именовалась и просто как Звезда Гермеса. Римляне назвали планету звездой Меркурия в честь быстроногого бога торговли Меркурия за то, что она перемещается по небу быстрее остальных планет.
С Гермесом и звёздным небом связано несколько мифов. После смерти Гермес поместил своего сына Миртила на небо созвездием Возничего. С мифом об Алоадах, Аресе и Гермесе связано одно из античных представлений о созвездии Чаши. По одной из версий мифа, оно представляет собой помещённую на звёздное небо бочку, в которой 13 месяцев находился Арес, пока его не освободил Гермес.